# تريفور ويست
تريفور ويست (بالإنجليزية: Trevor West)‏ هو رياضياتي وسياسي أيرلندي، ولد في 8 مايو 1938، وتوفي في 30 أكتوبر 2012.

## مناصب
- انتخب عضو مجلس الشيوخ من أيرلندا عن دائرة Dublin University (constituency) [الإنجليزية]‏ وقد انضم خلال فترته النيابية ‏ (19 نوفمبر 1970 – 30 أبريل 1973)  للكتلة البرلمانية مستقل.
- انتخب عضو مجلس الشيوخ من أيرلندا عن دائرة Dublin University (constituency) [الإنجليزية]‏ وقد انضم خلال فترته النيابية ‏ (1 يونيو 1973 – 22 يونيو 1977)  للكتلة البرلمانية مستقل.
- انتخب عضو مجلس الشيوخ من أيرلندا عن دائرة Dublin University (constituency) [الإنجليزية]‏ وقد انضم خلال فترته النيابية ‏ (27 أكتوبر 1977 – 16 يوليو 1981)  للكتلة البرلمانية مستقل.
- انتخب عضو مجلس الشيوخ من أيرلندا عن دائرة Dublin University (constituency) [الإنجليزية]‏ وقد انضم خلال فترته النيابية ‏ (13 مايو 1982 – 21 ديسمبر 1982)  للكتلة البرلمانية مستقل.